# Peter Budin
Peter Budin (tudi Peter Budina), slovenski rimokatoliški duhovnik in šolnik, * 21. februar 1770, Grgar, † 7. januar 1858, Gorica.

## Življenje in delo
Bogoslovje je študiral v Gradcu (1789−93) in bil 1794 v Gorici posvečen. Kaplanoval je v Devinu (1794−1804), bil kurat v Zgoniku (1804−1819), nato od 1819 goriški škofijski kancler in kanonik stolnega kapitlja ter generalni vikar goriške škofije (1819−34). V letih 1823−43 je bil tudi ravnatelj goriškega semenišča. Kot ravnatelj semenišča je vsako leto predsedoval izpitom na frančiškanskem bogoslovju v samostanu na Kostanjevici. Leta 1843 je odložil službo semeniškega ravnatelja, ostal pa stolni kanonik. Skupaj z Valentinom Staničem in Janezom Budauom (1807−1878) je bil med soustanovitelji goriške gluhonemnice.
Budin je kot kurat v Zgoniku 1808 v samozaložbi izdal slovenski abecednik Novi kluč ali tabla za branje inu pisanje; to je bil prvi črno-belo ilustrirani abecednik, prirejen za branje in pisanje po glaskovalni metodi. Budin je bil začetnik sodobnega pouka branja in pisanja na Slovenskem.